# Isla de Sarangani
Sarangani (Sarangani Island) es una isla situada en Filipinas, adyacente a la de Mindanao. Corresponde al término municipal de Sarangani perteneciente a  la provincia de Dávao del Sur situada en la Región Administrativa de Dávao, también denominada Región XI.

## Geografía

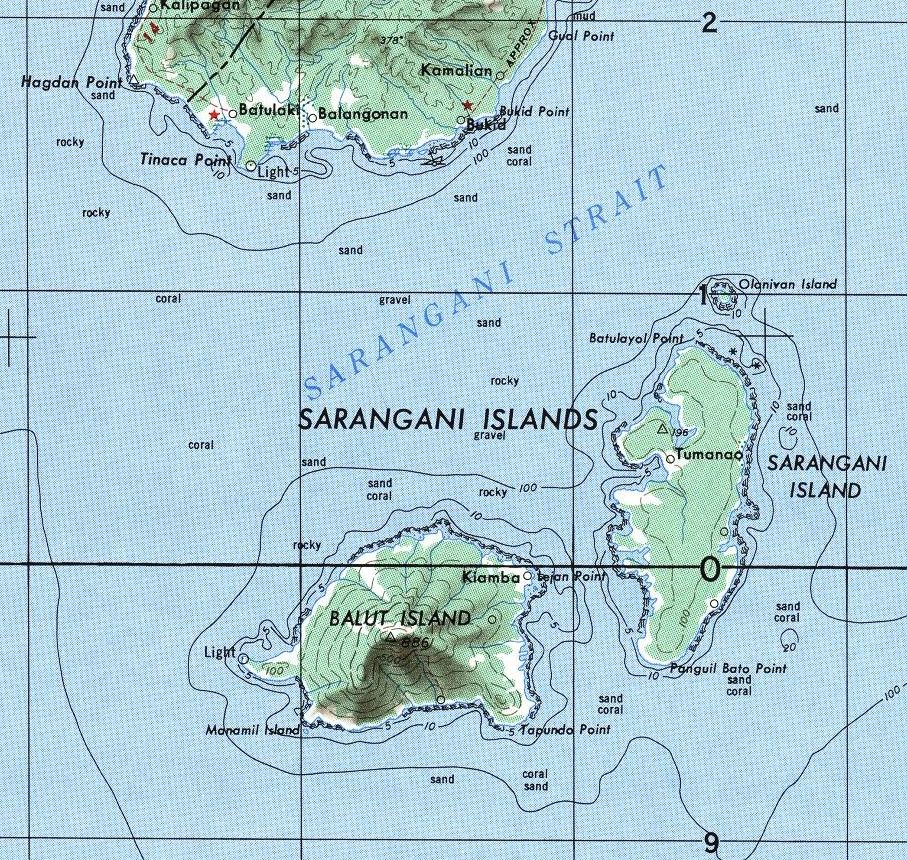
Isla de Sarangani, fragmento hoja NB 51-12 Caburan.

Junto con Balut y Olaniván forma  un grupo de  islas adyacentes al extremo meridional de Mindanao, municipio de Trinidad, separadas por el estrecho de Sarangani que conecta  el mar de Filipinas, al este, con el mar de Célebes, al oeste.

## Localidades
Comprende los barrios de:
- Patuco (Sarangani Norte)
- Camahual
- Laker (Sarangani Sur)
- Camálig